# Idiostrangalia bisbilineata
Idiostrangalia bisbilineata là một loài bọ cánh cứng trong họ Cerambycidae.